# Feet of Flames

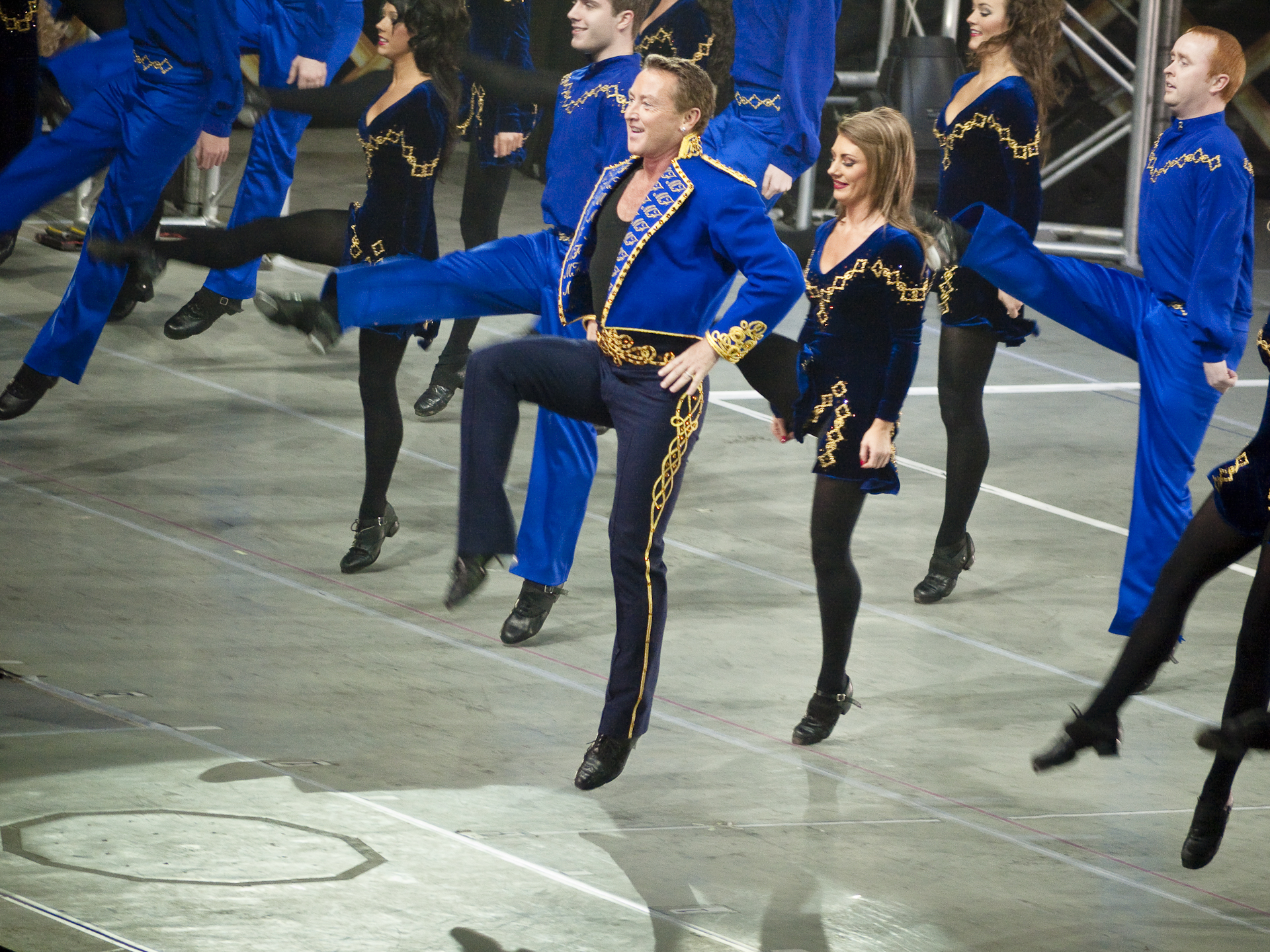

Feet of Flames («Языки пламени») — ирландское танцевальное шоу, поставленное хореографом Майклом Флэтли. Автором музыки является Ронан Хардиман.

## История создания
Шоу Feet of Flames является переработанной, более современной версией Lord of the Dance. Хотя сюжет шоу остался тем же, хореография танцев изменилась, музыкальные композиции были переаранжированы, изменились костюмы и состав участников.
Существует несколько версий Feet of Flames. На DVD была выпущена версия, исполненная в лондонском Гайд-парке. Для второго DVD была снята принципиально новая версия шоу, представленная в Будапеште в ходе мирового тура в 2000—2001 г. По финансовым причинам она так и не была выпущена полностью. Фрагменты из будапештской версии Feet of Flames вошли в DVD-издание Michael Flatley Gold.

## Шоу в 1998 году

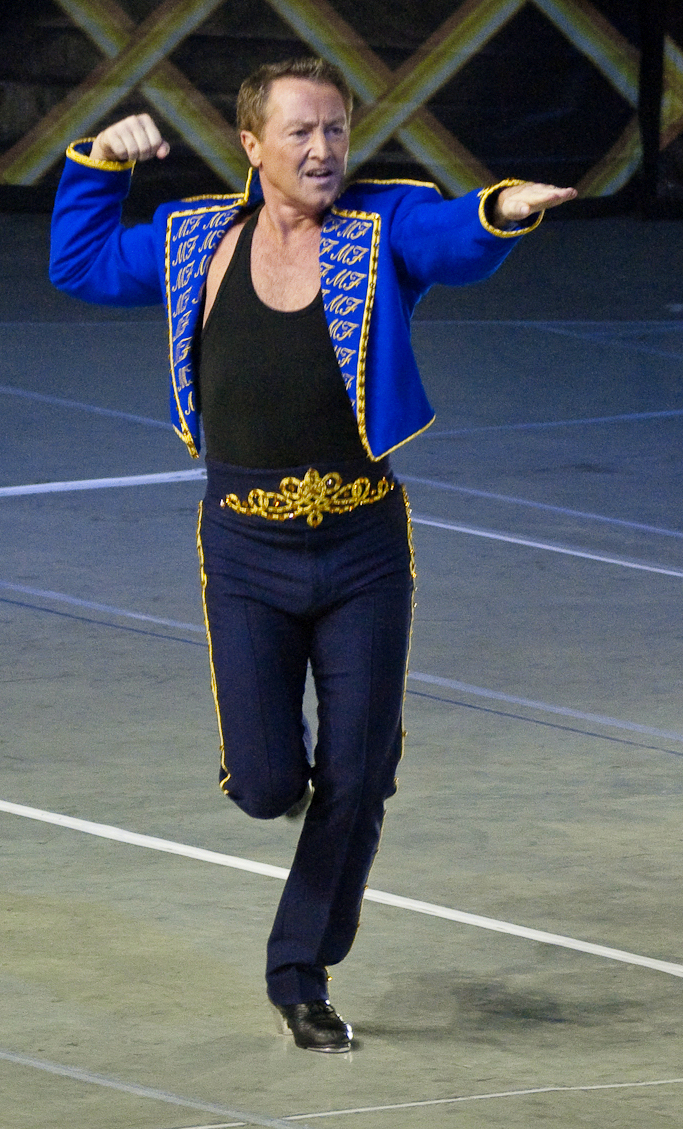
Флэтли в образе Властелина Танца

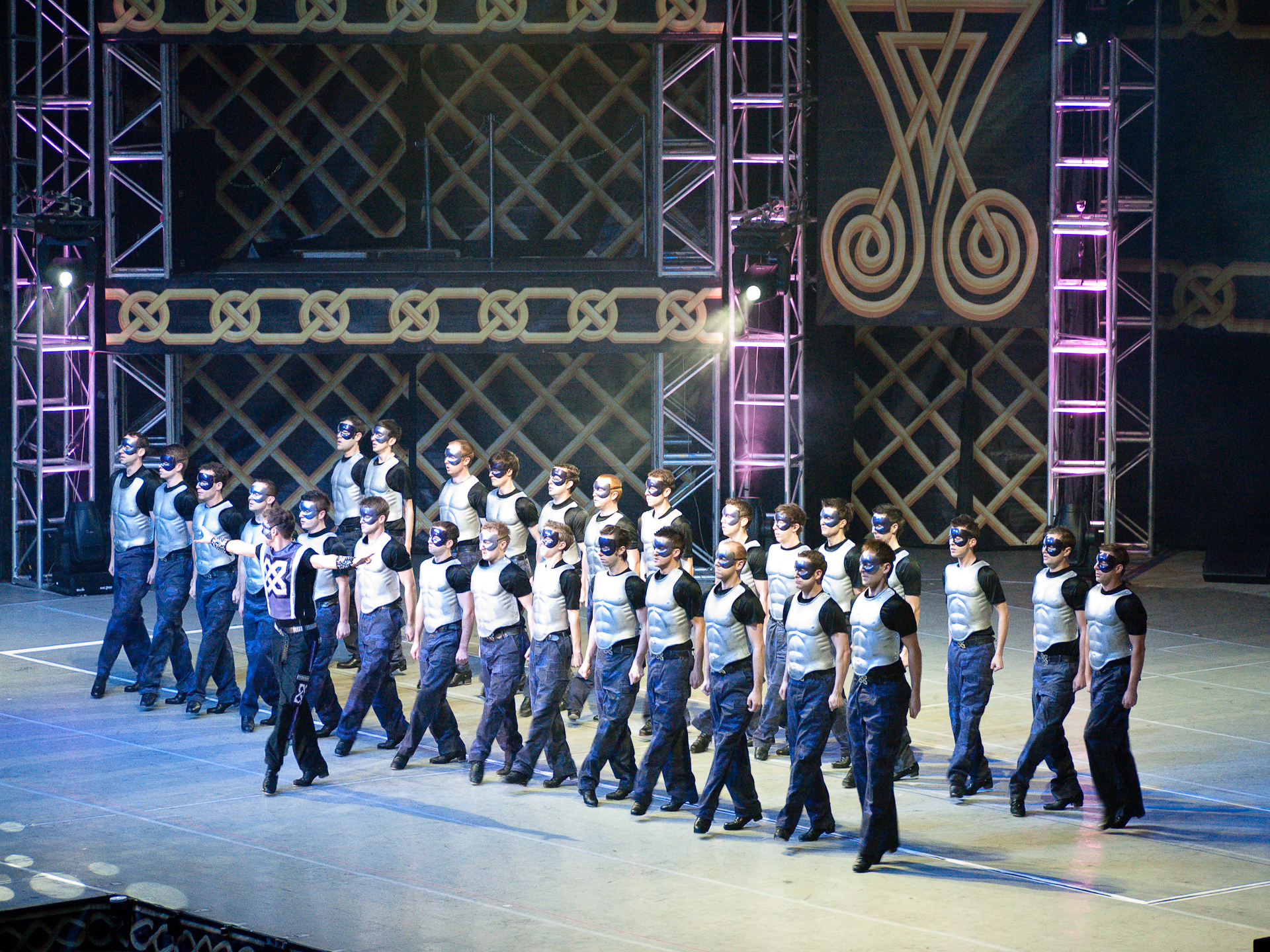
Warriors

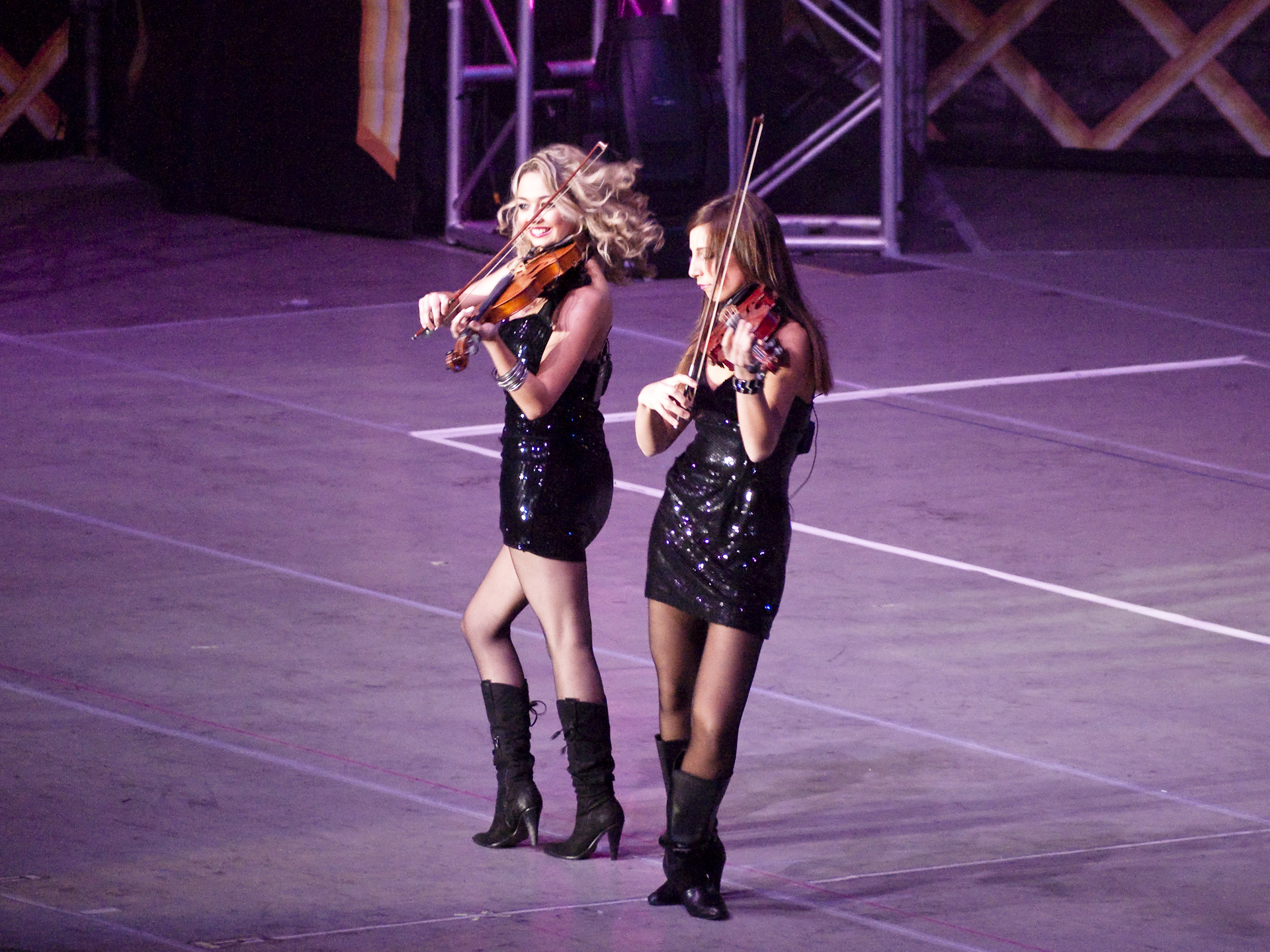
Dueling Violins

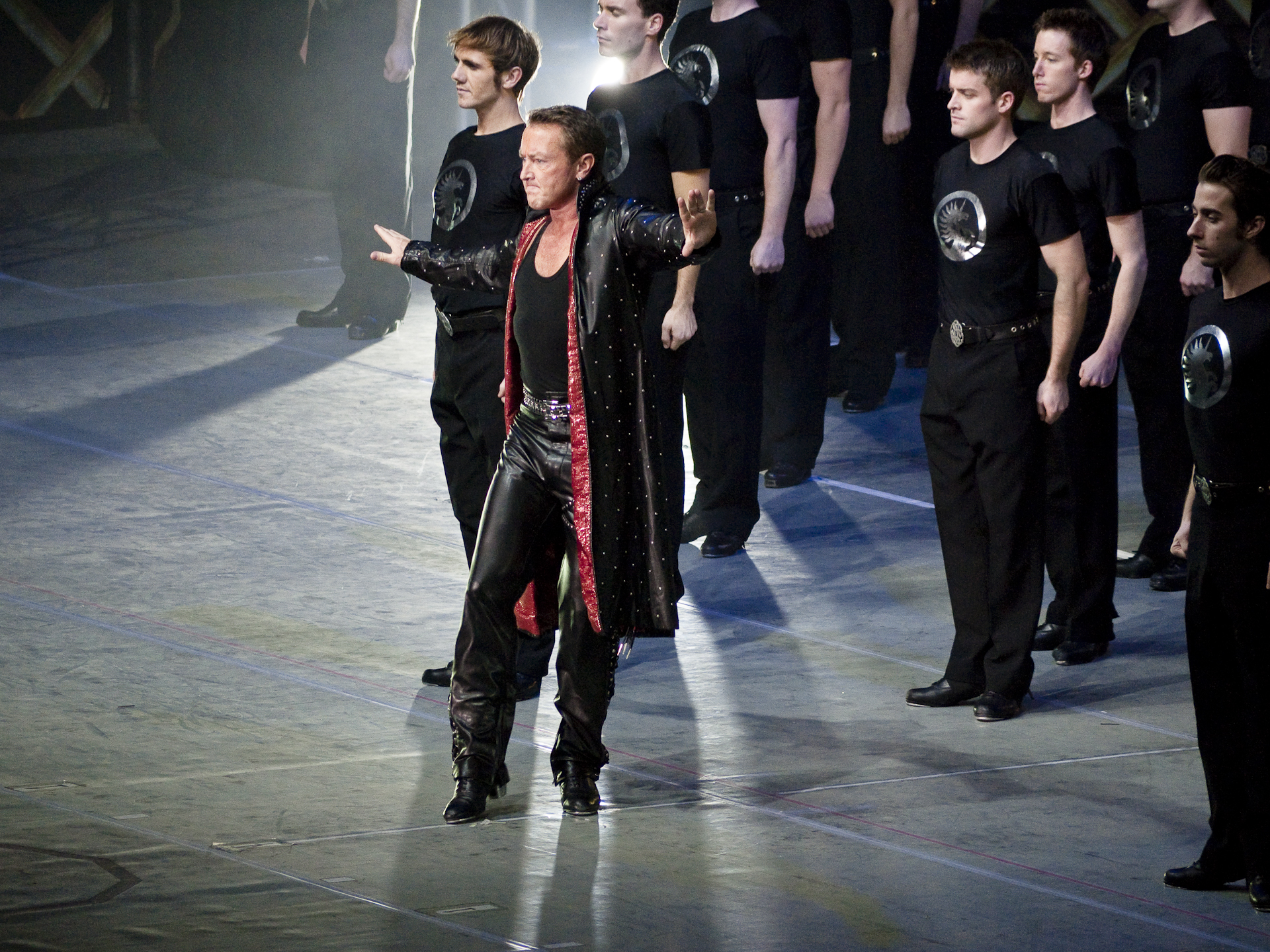
Warlords

Премьера состоялась 25 июля 1998 в Гайд-парке.

### Солисты в 1998 году
- Король танца — Майкл Флэтли
- Тёмный Лорд Дон Дорча — Дайре Нолан
- Богиня Эрин — Анна Бакли
- Дух — Хелен Еган
- Искусительница Морриган — Джиллиан Норрис
- Ирландская девушка Сирша — Бернадетт Флинн

### Номера из шоу 1998 года
1. Первый акт
  1. Плач кельтов
  2. Богиня Эрин — мраморный зал
  3. Мечта кельтов
  4. Воины
  5. Цыганка
  6. Танец сиамов над радугой
  7. Огненные нити
  8. Breakout
  9. Воины
  10. Богиня Эрин — Magdain Mara
  11. Король танца
2. Второй акт
  1. Верховные священники
  2. Шепчущий ветер
  3. Saoirse-Танец любви
  4. Опасная игра
  5. Адская кухня
  6. Жалоба духа
  7. Волшебные ночи
  8. Плач
  9. Огонь кельтов
  10. Siamsa
  11. Богиня Эрин — Carrickfergus
  12. Украденный поцелуй
  13. Ночной кошмар
  14. Дуэль
  15. Победа
  16. Языки пламени
  17. Планета Ирландия

## Мировой тур 2000/2001

### Солисты в 2000/2001 годах
- Дух огня — Майкл Флетли
- Лебедь (2000/2001) — Сара Кларк
- Лебедь (2001) — Бернадетт Флин
- Клеопатра — Лей Анн МакКенна
- Клеопатра (замена) — Келли Хендри
- Тёмный властелин — Стефан Браннинг
- The Court Jester — Хелен Эган
- Королева Ирландии — Анна Бакли

### Номера из Мирового турне 2000/2001
1. Первый акт
  1. Двор верхновных королей
  2. Огненный танец
  3. Королева Ирландии — an Maghdainn Mara
  4. Танец лебедей
  5. Воины
  6. Заклинание Клеопатры
  7. Языки пламени
  8. Стрип-джига
  9. Воины
  10. Королева Ирландии — Мраморный зал
  11. Калейдоскоп
  12. Огонь кельтов
2. Второй акт
  1. Верховные короли
  2. Поимка Шута
  3. Адская кухня
  4. Shalamar
  5. Лебединый сон
  6. Гром и молнии
  7. Королева Ирландии — Carrickfergus
  8. Украденный поцелуй
  9. Кошмар Шута
  10. Дуэль
  11. Победный марш
  12. Победный танец
  13. Языки пламени
  14. Планета Ирландия